# Обикновен тис
Обикновеният тис (Taxus baccata), наричан също отровачка, е иглолистно дърво от семейство Тисови. Обикновеният (европейски) тис представлява голям, вечнозелен иглолистен храст или малко дърво от семейство Тисови. Известен е и с народното си наименование „отровница“, защото цялото растение, с изключение на арилуса (месестата плодоподобна обвивка на семената при семейство Тисови) е силно отровно. Най-често обикновеният тис достига около 10 – 20 м височина и дебелина на ствола около 2 – 4 м. Силноотровните листа на обикновения тис са тъмнозелени, плоски и копиевидни, във вид на иглички. Дълги са 1 – 4 см, с широчина 2 – 3 мм и са подредени спираловидно по клоните. Плодовете представляват видоизменени семена, чиято червена месеста обвивка (арилус) не е отровна и служи за привличане на птиците, които играят важна роля при разпространението на семената на тиса. Той е двудомно дърво, което в редки случаи (в Кавказ) може да достигне до 28 м височина, но често се развива като храст или малко дърво със сивокафява кора на стъблото. Листата са разположени гребеновидно в два реда в хоризонтална равнина, низбягващи по клонката. Отгоре са лъскави, тъмнозелени, а отдолу по светли, матови. На мъжките дървета рано напролет се образуват огромен брой дребни кълбести макроспорофили „шишарчици“, съставени от няколко прашници, разположени в пазвата на малки люспи. Женските екземпляри формират по младите клонки многобройни единични семепъпки, които са зелени и незабележими. Наесен зрелите семена отдалеч се виждат по клонките. Месестата им обвивка (арилус) издава присъствието им с яркомалиновочервения си цвят. Тази сочна обвивка е сладка и служи за храна на птиците, а в някои страни се използва и от хората. Тисът е силно отровен, тъй като съдържа алкалоида таксин и гликозида таксикатин в цялото растение и семената, с изключение само на арилуса. Дървесината на тиса е плътна, без смолести канали и с характерно жълточервено оцветяване. Цени се за изработване на предмети за бита. В България се среща в почти всички планини, но е представен с единични екземпляри или малки групи. Най-голямото му находище е в Средна Стара планина над село Скобелево, Павелбанско. На Витоша се среща над квартал Бояна в района на едноименния водопад при надморска височина от 1100 – 1200 метра. Тисът достига възраст до 4000 години, така че той наистина е един природен паметник. Декоративно защитено растение.

## Фотогалерия
- Кора от стъблото на обикновен тис
- Напречен разрез на стъбло на обикновен тис
- Листа и семена с арилуси на обикновен тис
- Семена
- Декоративно оформен обикновен тис в двореца „Сан Суси“ в германския град Потсдам